# 罗克福德 (伊利诺伊州)
罗克福德（英語：Rockford）位于美国伊利诺伊州北部罗克河畔，是温纳贝戈县的县治所在，人口约15万（2000年）。